# Немед
Немед — (ірл. — Nemed) — Священний — персонаж давніх ірландських міфів, легенд, історичних переказів. Згідно середньовічної ірландської історичної традиції — верховний король Ірландії. Час правління: 2344—2335 до н. е. Ватажок племен третьої хвилі міграцій людей на острів Ірландія. Перші дві хвилі міграцій загинули, відповідно, від Всесвітнього Потопу та від епідемії чуми. Син Агномана Скіфського, онук Піампа, нащадок Тайта, нащадок Сера, нащадок Сру, нащадок Есру, нащадок Фріамайнта, нащадок Фахохта, Нащадок Магога, нащадок Яфета, нащадок Ноя.

## Прибуття в Ірландію
Згідно давніх ірландських легенд, записаних, зокрема, в «Книзі Бурої Крови», плем'я на чолі з Немедом припливло в Ірландію через 300 років після загибелі від чуми попередніх переселенців — племені Партолона. Згідно легенди з Немедом в човнах приплили четверо чоловіків і четверо жінок. Країна з якої вони припливли в «Книзі Бурої Корови» не вказується, але за ознаками вона нагадує Країну Мертвих. За іншими джерелами Немед і його люди припливли в Ірландію зі Скіфії, тобто з території нинішньої України. Сучасні історики пояснюють цю легенду тим, що середньовічні ірландські літописці намагалися якось прив'язати Ірландію до всесвітньої історії і провели аналогії між назвами Scott (одне з ірландських племен) та Scolott (самоназва скіфів). В деяких легендах вказується, що немедійці припливли в Ірландію на 44 кораблях.

## Діяльність племені Немеда
Прибувши в країну плем'я почало впорядковувати Ірландію: створило 12 нових рівнин і 4 нових озера. При цьому історія виникнення озера Лох Аннін дуже нагадує виникнення озера Лох Рудрайге за часів Партолона. Тільки цього разу копали могилу для сина Немеда — Анніна — і з могили вирвалось озеро. Плем'я збудувало перші в Ірландії фортеці. Згідно легенди, рів однієї фортеці був виритий чотирма братами умільцями всього за один день.

## Боротьба з фоморами
Немед злякався сили чотирьох братів, які вирили рів всього за один день і вирішив вбити їх. Але це виявились фомори — потойбічні істоти, які існували від початку часів і які знову з'явились в Ірландії. Почалася війна з фоморами. Немед провів з фоморами чотири битви і всі ці битви виграв. Перша битва була під Рос Фрехайн (ірл. — Ros Fraechain) проти поморів, яких очолювали ватажки Ганн та Сенганн (ірл. — Gann, Sengann). Обидва ватажки поморів були вбиті в битві. Друга битва була в Бадбгна (ірл. — Badbgna) в Каннахті, третя в Кнамрос (ірл. — Cnamros) в Ленстері (у цій битві загинув Артур — перший син Немеда, що був народжений в Ірландії), четверта битва в Мугболгзі (ірл. — Murbolg), що в Дал ріаті. У цій битві загинув син Немеда Старн — був убитий Фомором Конандом.
Але після перемоги на острові Ірландія почалась епідемія чуми — загинуло понад 2000 чоловік і серед них вождь Немед. Ті немедійці, що лишилися живими були ослаблені і зневірені, позбавлені вождя. Фомори знову напали на них. Фоморів вели два ватажки — Морк мак Деле та Конанд мак Фебара. Фомори перемогли. Конанд збудував на острові Торі башту з скла з якої фомори володіли Ірландією. Переможені немедійці були обкладені важкою даниною — щороку вони мусили віддавати фоморам дві третини врожаю, молока та дітей. Цю данину ірландці мусили сплачувати на свято Самайн.

## Кінець епохи Немеда
Ірландці не могли довго терпіти поневолення і здійняли повстання. Повстанців очолили сини Немеда — Старн, Яборн, Фергус Летдерг. Повстанці атакували башту Конанда, розбили війська поморів і вбили їхнього ватажка. Але другий король поморів — Морк, зібрав нову армію, приплив в Ірландію на кораблях і розбив армію ірландців. Живими лишились тільки тридцять нащадків Немеда — серед них його сини. Довго вони блукали Ірландією ховаючись від поморів, але потім зробили кораблі і покинули острів. Ярбон повів своїх людей на «Північ Світу» — до далеких північних островів, де вони започаткували народ Дітей Богині Дану (Туата Де Дананн). Старн повів своїх людей в Грецію, де вони утворили новий народ — Фір Болг.